# Sardoplatycleis galvagnii
Sardoplatycleis galvagnii is een rechtvleugelig insect uit de familie sabelsprinkhanen (Tettigoniidae). De wetenschappelijke naam van deze soort is voor het eerst geldig gepubliceerd in 2011 door Fontana, Buzzetti, Kleukers & Odé.
1. ↑  (en) Sardoplatycleis galvagnii op de IUCN Red List of Threatened Species.